# Jerzy Kruszyński
Jerzy Kruszyński herbu Pobóg – podstoli kamieniecki w latach 1635–1648, pułkownik królewski,  przedstawiciel dyplomatyczny Rzeczypospolitej w Imperium Osmańskim w latach 1635–1636.